# Præriens banditter
Præriens banditter er en amerikansk stumfilm fra 1919 af Arthur Rosson.

## Medvirkende
- Tom Mix som Kent Hollis
- Agnes Vernon som Nellie Hazelton
- George Nichols som Big Bill Dunlavey
- Jack Curtis som Graney
- Sid Jordan som Neal Norton